# Ķempēni
Ķempēni (niem. Kempen) – wieś na Łotwie, w novadsie Valmiera. Majątek w 1798 wszedł w posiadanie Georga von Huene, od 1869 należał do rodziny Kobylińskich. Na początku XX wieku w gminie Wohlfahrt, od 1938 w gminie Alt-Wohlfahrt.